# Hajaka
Hajaka (arab. حياكة) – wieś w Syrii, w muhafazie Al-Hasaka. W 2004 roku liczyła 227 mieszkańców.